# Rafael Subirachs i Ricart
Rafael Subirachs i Ricart (Vic, el 2 de novembre de 1902 i –Vic, l'11 de novembre de 1977) fou un compositor, director i pedagog vigatà.
Als vuit anys va ingressar en l'Escola Popular de Cant i Gimnàstica Rítmica de l'Orfeó Vigatà. El 1915 va ingressar en l'Orfeó Vigatà. Va destacar en l'estudi de les disciplines musicals. Els seus mestres van ser Lluís Romeu, Joan B. Lambert, Joan Lamote de Grignon i Cristòfol Taltabull. El 15 d'abril de 1924 va ser nomenat subdirector de l'Orfeó Vigatà. El 4 de setembre de 1957, el fundador Miquel Rovira i Serrabassa va morir, en va assumir la direcció fins al 5 de gener de 1968.
El 28 de febrer de 1928 va ser nomenat professor i director de l'Escola Municipal de Música de Vic, i un any després, el 12 d'agost de 1929, previ concurs d'oposició, va obtenir el títol oficial de director de la Banda Municipal, càrrec que va exercir ininterrompudament fins a la seva jubilació. El 4 de març de 1931 va fundar i va dirigir l'Orquestra de Cambra de Vic, que per acord municipal del 31 de gener 1945 es va transformar en l'Orquestra Municipal de Vic. D'aleshores ençà Subirachs va començar en el marc del Teatre Canigó de Vic els populars concerts matinals, alternant la direcció de la Banda Municipal (reorganitzada a partir de 1939) i de la Orquestra Municipal. Va dirigir un total de 570 concerts amb totes dues formacions instrumentals entre 1945 i 1952. Durant l'estiu d'aquest últim any va fundar l'Acadèmia de Música Santa Cecilia, que poc després es va convertir en filial del Conservatori Superior de Música del Liceu de Barcelona. Entre 1958 i 1968 va organitzar els festivals de música de Vic. Des de la posició que li conferia la direcció de la Banda Municipal, l'Orquestra Municipal i el Orfeó Vigatà, es va lliurar a la divulgació d'un repertori eclèctic en el qual alterava l'oratori barroc, les seves pròpies obres, la cançó tradicional catalana i les simfonies clàssiques. L'èxit d'aquells concerts es va traslladar al Palau de la Música Catalana de Barcelona el 12 de febrer de 1962 en ocasió d'una memorable interpretació en versió de concert de l'òpera Orfeo ed Eurídice de C.W. Gluck. Dins d'aquest context mereix ser destacat l'estrena de la seva Simfonia en Fa menor per l'Orquestra Simfònica de Barcelona, sota la seva direcció el 1965.
Va actuar així mateix com a jurat en nombrosos tribunals per a la valoració de compositors i intèrprets. La seva labor pedagògica la va exercir en diversos àmbits. Des de jove començà a substituir els mestres Luís Romeu i Miquel Rovira en la direcció musical de les funcions litúrgiques dels principals temples de la ciutat; aquesta labor interina i pròpia d'un magisteri eclesiàstic la va continuar realitzant al llarg de la seva vida a les esglésies més rellevants de Vic. Va rebre diversas mencions honorífiques, especialment per part de l'ajuntament de la seva ciutat natal, en reconeixement de la seva ingent i múltiple dedicació musical. La història de la musica a Vic al segle xx no es pot entendre sense la contribució que suposa el seu llegat creatiu.
El seu repertori conté obres de música escènica, de música simfònica, per a cor i acompanyament, per a cor, per a veu sola i piano, per a veu i orgue, per a cobla, per a conjunt instrumental, per a piano o per a obres solistes, entre d'altres. La seva producció musical es pot dividir en quatre grans línies rectores:
- La cançó lírica, amb textos de J. Carner, J. Verdaguer, J. Maragall, M. Salarich, J. M. Gabriel y Galán, i de sacerdots i de companys de joventut. Hi trobava elements poètics atractius i aptes per fer-ne cançons.
- El repertori litúrgic i religiós, en llatí i en català, i aquest últim amb textos poètics de sacerdots i autoritats eclesiàstiques de l'època en què va assumir de manera interina el magisteri musical de les diferents esglésies vigatanes. Conformen aquest apartat cants marians, himnes, gojos, cançons eucarístiques, trisagios, comunions, rosaris i misses.
- Música popular, que és obra del pedagog i del mestre i el fruit de la seva dedicació durant gairebé cinquanta anys a l'Orfeó Vigatà. Aquesta institució representava um nexe d'unió entre una cultura laica secular i una cultura religiosa que entroncava amb la tradició dels MC[Cal aclariment]
 d'antany.
- Música temàtica, a través de la qual va intentar oferir un repertori de concert propi del context soci-musical de la seva època.

Des del juny 2017, el seu fons es conserva al Centre de documentació de l’Orfeó Català. Conté, entre d'altres 325 partitures.

## Premis
Moltes de les seves obres van guanyar premis: 
- Tres cançons op.18 (Jocs Florals de Girona, 1930)
- Cinc pensaments religiosos op. 25 (Jocs Florals dels Luisos de Grâcia, 1930)
- Romança del sol i la donzella op. 46 (Concurs Nacional de Cançons Espanyoles, 1942)
- Tres cançons populars catalanes op. 118 (Orfeó Catala, 1952)
- Justus ut palma florebit op.12 (Ripoll, 1957)
- El fals mosso de forner (Sabadell)